# Mustang!
Mustang! – album studyjny amerykańskiego trębacza jazzowego Donalda Byrda, wydany z numerem katalogowym BST 84238 w 1967 roku przez Blue Note Records.

## Powstanie
Materiał na płytę został zarejestrowany 24 czerwca 1966 roku przez Rudy’ego Van Geldera w należącym do niego studiu (Van Gelder Studio) w Englewood Cliffs w stanie New Jersey. Produkcją albumu zajął się Alfred Lion.
Wydanie CD z 1997 zawiera dodatkowo dwa utwory nagrane w innym składzie półtora roku wcześniej, 18 listopada 1964 roku, w tym wcześniejszą wersję utworu „I’m So Excited by You”.

## Lista utworów
Opracowano na podstawie materiału źródłowego:
Wydanie LP
Strona A
| Nr | Tytuł utworu                         | Muzyka                               | Długość |
| -- | ------------------------------------ | ------------------------------------ | ------- |
| 1. | „Mustang”                            | Sylvester Kyner                      | 8:28    |
| 2. | „Fly Little Bird Fly”                | Donald Byrd                          | 5:23    |
| 3. | „I Got It Bad (and That Ain't Good)” | Duke Ellington, Paul Francis Webster | 5:51    |
|    |                                      |                                      | 19:42   |

Strona B
| Nr | Tytuł utworu            | Muzyka      | Długość |
| -- | ----------------------- | ----------- | ------- |
| 1. | „Dixie Lee”             | Donald Byrd | 6:40    |
| 2. | „On the Trail”          | Ferde Grofé | 7:41    |
| 3. | „I’m So Excited by You” | Donald Byrd | 5:38    |
|    |                         |             | 19:59   |

Utwory dodatkowe na reedycji (1997)
| Nr | Tytuł utworu      | Muzyka      |      | Długość |
| -- | ----------------- | ----------- | ---- | ------- |
| 1. | „Gingerbread Boy” | Jimmy Heath | 8:38 |         |

## Twórcy
Opracowano na podstawie materiału źródłowego.
Muzycy: 

Utwory na LP:
- Donald Byrd – trąbka
- Sonny Red – saksofon altowy
- Hank Mobley – saksofon tenorowy
- McCoy Tyner – fortepian
- Walter Booker – kontrabas
- Freddie Waits – perkusja

Dodatkowe utwory na CD:
- Donald Byrd – trąbka
- Jimmy Heath – saksofon tenorowy
- McCoy Tyner – fortepian
- Walter Booker – kontrabas
- Joe Chambers – perkusja

Produkcja:
- Alfred Lion – produkcja muzyczna
- Rudy Van Gelder – inżynieria dźwięku
- Reid Miles – projekt okładki
- Reid Miles – fotografia na okładce
- Nat Hentoff – liner notes